# Ceroplesis analeptoides
Ceroplesis analeptoides är en skalbaggsart som beskrevs av Pierre Lepesme 1950. Ceroplesis analeptoides ingår i släktet Ceroplesis och familjen långhorningar.
Artens utbredningsområde är Sierra Leone. Inga underarter finns listade i Catalogue of Life.